# تفاح القطب الشمالي
تفاح القطب الشمالي هو علامة تجارية لمجموعة من التفاح الحاصل على براءة اختراع والتي تحتوي على سمة غير بنية (عندما تتعرض التفاحات لضرر ميكانيكي، مثل التقطيع أو الكدمات، يبقى لب التفاح لونه الأصلي) يتم إدخاله من خلال التكنولوجيا الحيوية. تم تطويرها من خلال عملية الهندسة الوراثية بواسطة شركة أوكاناجان المتخصصة للفواكه. على وجه التحديد، يقلل إسكات الجينات من تعبير البوليفينول أوكسيديز (PPO)، وبالتالي يؤخر ظهور اللون البني. إنه أول تفاحة معدلة وراثيًا تتم الموافقة عليها للبيع التجاري، على الرغم من الموافقة أيضًا على بيع أصناف البطاطس الفطرية التي تم تحسينها من خلال التكنولوجيا الحيوية للبيع في الولايات المتحدة. قررت إدارة الغذاء والدواء الأمريكية (FDA) في عام 2015، والوكالة الكندية لفحص الأغذية، حكومة كندا في عام 2017، أن تفاح القطب الشمالي آمن ومغذي مثل التفاح التقليدي. في عام 2019، كانت مبيعات منتجات تفاح القطب الشمالي متوقعة في الولايات المتحدة، بدليل على خطط مبيعات خدمات الطعام.

## طريقة التطوير
يعتمد تطوير تفاح القطب الشمالي غير البني على تقنية تسمى تداخل الحمض النووي الريبي (RNAi). يتيح هذا الأسلوب إسكات تعبير البوليفينول أوكسيديز إلى أقل من 10% من تعبيره الطبيعي، ولكنه لا يغير الجوانب الأخرى من التفاحة. يتم إنجاز عملية RNAi من خلال استخدام الجينات المعدلة وراثيا التي تستخدم تسلسل الجينات التي تتحكم في إنتاج البوليفينول أوكسيديز. تُستخدم متواليات الجينات المروِّج والمُنهي لدعم تنفيذ جينات كبت البوليفينول أوكسيديز، كما هو جين محدد ينتج بروتينًا (يسمى NPTII) يجعل أنسجة النبات مقاومة لمضاد الكانامايسين، مما يسمح للنباتات المحولة باستقلاب النيومايسين والمضادات الحيوية الكانامايسين. تُستخدم هذه الخطوة لتأكيد نجاح إسكات البوليفينول أوكسيديز.

## الموافقة التنظيمية والسلامة
حصلت أوكاناجان المتخصصة للفواكه (Okanagan Specialty Fruits) على الموافقة التنظيمية لنوعين من التفاح في كندا من وكالة فحص الأغذية الكندية وHealth Canada وفي الولايات المتحدة من خدمة فحص صحة الحيوان والنبات (APHIS)، وهي جزء من وزارة الزراعة الأمريكية. تشمل الأصناف التي حصلت على موافقة الولايات المتحدة آركتيك جولدن وآركتيك جراني في عام 2015، وآركتيك فيوجي في عام 2016. تمت الموافقة على كل من أصناف آركتيك جولدن وآركتيك جراني في كندا في عام 2015. تمت الموافقة على القطب الشمالي آركتيك فيوجي في كندا في عام 2018. تمت معارضة الموافقة على التفاحة من قبل جي إي فري بي سي (GE Free BC) وشبكة عمل التكنولوجيا الحيوية الكندية. تمت معارضة الموافقة على التفاح من قبل بعض جمعيات أشجار الفاكهة، مثل اتحاد مزارعي الفاكهة في كولومبيا البريطانية ومجلس نورث ويست البستنة (ولاية واشنطن). استند معارضة الجمعيات إلى القلق بشأن رد الفعل العنيف في السوق، وليس على سلامة المنتج.
ذكرت إدارة الغذاء والدواء الأمريكية أن تقييم السلامة لتفاح القطب الشمالي "يضمن حل مشكلات سلامة الأغذية قبل التوزيع التجاري"، وذكرت حكومة كندا أن "تفاح القطب الشمالي" المعدل وراثيًا آمن للإنسان والماشية. والبيئة مثل التفاح التقليدي ".

## التسويق
اعتبارًا من أواخر عام 2017، بدأت مجموعة آركتيك جولدن (Arctic Golden) مبيعات التجزئة كشرائح التفاح المعبأة الخالية من المواد الحافظة. تحمل العبوة العلامة التجارية للقطب الشمالي بما في ذلك شعار «ندفة الثلج» ورمز الاستجابة السريعة الذي يمكن مسحه ضوئيًا باستخدام هاتف ذكي لإعلام المستهلكين بمزايا السلامة وعدم التحمير عبر موقع الشركة على الويب.
في عام 2019، تم إنتاج حوالي 8 ملايين رطل (3.6 مليون كجم) من التفاح في القطب الشمالي لسوق الولايات المتحدة مع خطط لتوسيع مبيعات الخدمات الغذائية.

## روابط خارجية
- تفاح القطب الشمالي: المنتج الرئيسي لفواكه أوكاناجان المتخصصة